# 라오스의 프랑스어

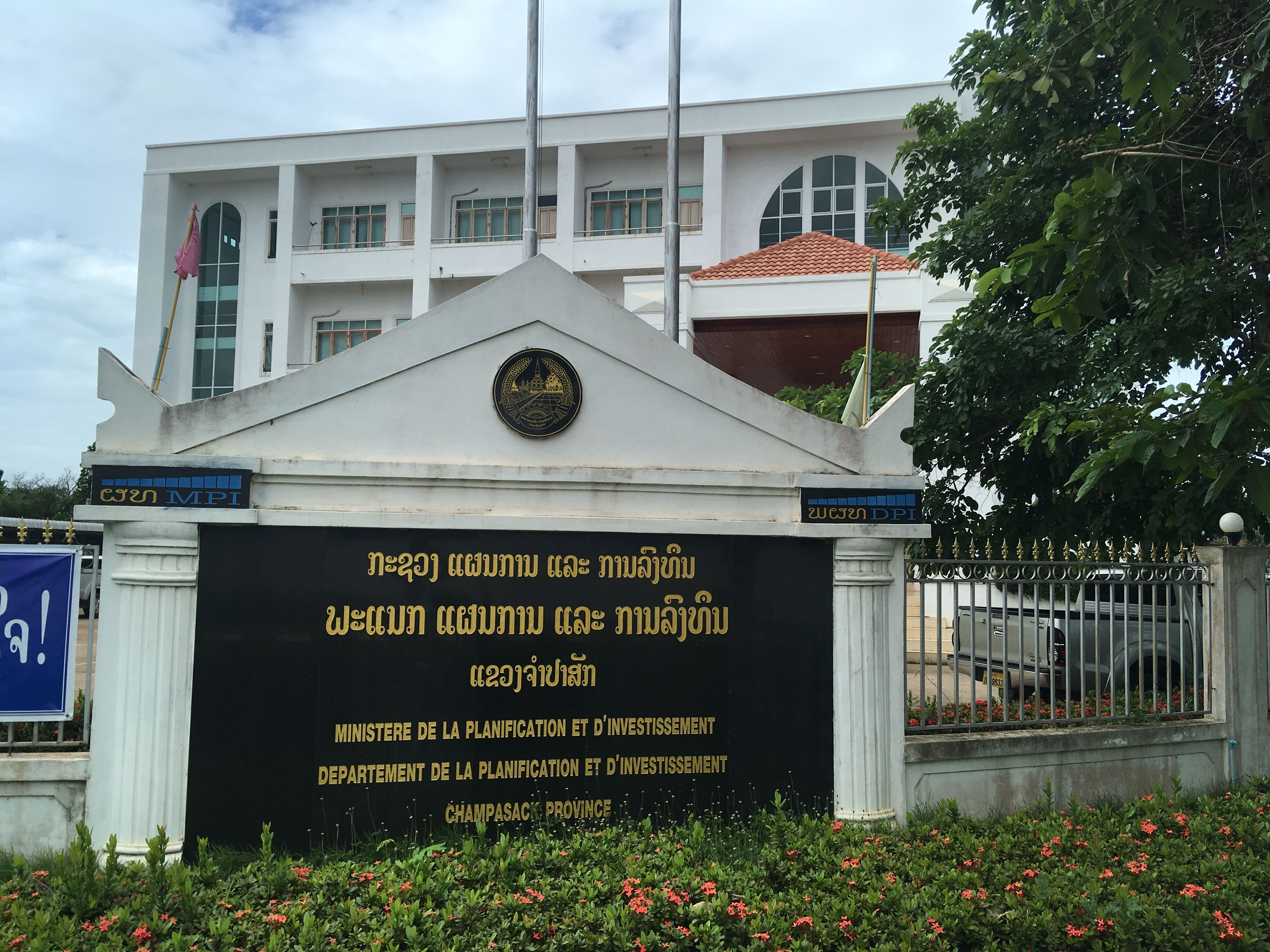
팍세 (라오스) 정부 부처 건물 앞 라오스어-프랑스어 이중 언어 표지판.

프랑스어는 라오스의 행정 언어이다. 라오스는 베트남 다음으로 동남아시아에서 두 번째로 큰 프랑스어 사용자 공동체를 가지고 있으며, 캄보디아보다 앞서 있다.
프랑스어의 사용은 1893년부터 1953년까지 프랑스령 라오스 시기에서 비롯되었으며, 이후 라오스 왕국에 의해 유지되었다. 현재 정부가 수립된 1975년 이후 그 공식 지위는 행정 언어로 강등되었다.
정부에서의 사용 외에도 프랑스어는 상업 분야와 많은 전문 분야에서 작업 언어로 널리 사용되며, 라오스 학생의 3분의 1 이상이 프랑스어를 학습하고 있다. 결과적으로 이 언어는 다른 프랑스어 사용 동남아시아 국가들에 비해 라오스에서 더 건강한 지위를 누리고 있지만, 영어가 외국어로 침범함에 따라 그 영향력은 여전히 위협받고 있다.

## 역사
프랑스어는 19세기 프랑스 탐험가들이 베트남 식민화 후 중화인민공화국으로 진출하려 라오스에 도착하면서 라오스에 도입되었다. 1885년 루앙프라방 왕국에 프랑스 영사관이 설립되면서 프랑스-라오스 관계가 시작되었다. 라오스 왕국들은 호 전쟁과 프랑스-시암 위기 이후 운 캄 왕의 요청에 따라 1893년 프랑스의 보호령이 되었다. 베트남과는 달리, 프랑스는 라오스에 완전히 영향력을 행사하려 하지 않았고, 프랑스어가 학교에 도입되기 시작한 것은 1900년대 첫 10년이 되어서였지만, 대부분 비엔티안과 루앙프라방에 국한되었다.
프랑스 통치가 더욱 확고해지자 프랑스어는 곧 정부와 교육의 주요 언어가 되었고, 팍세 (라오스)의 설립 이후 라오스 남부로 퍼져나갔다. 프랑스어는 1910년대와 제2차 세계 대전 사이에 정점을 찍고 전국으로 퍼져나갔지만, 베트남과 마찬가지로 대부분의 농촌 지역에서는 널리 사용되지 않았다. 프랑스어는 결국 정부 관리들과 엘리트들의 언어가 되었다. 제2차 세계 대전 중 일본이 라오스를 침공했을 때, 프랑스어는 베트남과는 달리 교육 시스템에 남아 있었는데, 베트남에서는 베트남어가 유일한 교육 언어가 되었지만, 라오어는 정부에서 잠시 사용되었다. 프랑스가 라오스 통치를 재개한 후 프랑스어는 유일한 정치 언어로 돌아왔고, 라오스가 1949년 자치권을 부여받았을 때와 1953년 독립 이후 라오어와 함께 공동 공식 언어가 되었다.
라오스에서 프랑스어의 쇠퇴는 베트남과 캄보디아보다 더 느리고 나중에 일어났는데, 이는 라오스의 군주국이 프랑스와 긴밀한 정치적 관계를 가졌기 때문이었다. 베트남 전쟁 전야에는 공산주의 파테트라오와 정부 사이의 정치적 파벌 간의 라오스 내전이 시작되고 있었다. 파테트라오가 점령한 지역은 라오어를 유일한 언어로 사용했고, 전쟁이 끝난 후 라오스에서 프랑스어는 급격히 쇠퇴하기 시작했다. 또한, 많은 엘리트와 프랑스 교육을 받은 라오스인들은 정부의 박해를 피해 미국과 프랑스 같은 나라로 이민을 갔다. 그러나 1990년대 초 고립주의가 끝나면서 프랑스어는 프랑스, 스위스, 캐나다와의 관계 수립과 라오스 중부에 프랑스어 어학원 개설 덕분에 반등했다. 오늘날 프랑스어는 아시아의 다른 프랑스어 사용 국가들보다 라오스에서 더 건강한 지위를 가지고 있으며, 라오스 전체 학생의 약 35%가 프랑스어로 교육을 받고 있고, 많은 학교에서 프랑스어는 필수 과목이다. 프랑스어는 또한 라오스 중남부와 루앙프라방의 공공 사업에서도 사용되며, 외교 언어이자 상류층, 고위 직업 및 노인층의 언어이다. 그러나 영어는 국제 상업의 언어로 간주되기 때문에 라오스에서 제2외국어로서 프랑스어를 계속 위협하고 있으며, 일부 학교는 영어도 필수 과목으로 지정했다. 라오스는 프랑코포니의 회원국이기도 하다.

## 현재 지위
프랑스어는 1975년 공산주의 혁명 이후 공식 지위를 잃었음에도 불구하고 라오스에서 행정 언어로 남아 있다. 이중 언어 공공 표지판에는 라오어 외에 프랑스어가 가장 자주 사용된다. 의학, 과학, 법률과 같은 일부 전문 분야에서는 여전히 작업 언어로 남아 있으며, 법률 분야에서는 필수 언어이다. 또한, 정부 학교의 제한된 자원 부족과 인식되는 낮은 품질 때문에 프랑스어 또는 이중 언어 학교는 학부모가 자녀를 보내기 위한 매력적인 선택지가 되었다. 프랑스 정부가 전액 또는 일부를 지원하고, 우수한 학생들에게 장학금을 제공하기 때문이다.
2022년 공식 추정치에 따르면 인구의 약 3%가 프랑스어에 유창하며, 부분적으로 사용하는 사람의 수는 더 많다.

## 미디어
프랑스어 미디어는 라오스어 이외의 언어 미디어 중 가장 크다. 라오스 국영 텔레비전은 매일 프랑스어 프로그램을 방송한다. 르 레노바퇴르는 유일한 프랑스어 인쇄 신문이며, 정부 언론사도 온라인 프랑스어 신문을 발행한다. 프랑스어 라디오 방송국도 존재한다.

## 특성
라오스에서 사용되는 프랑스어는 표준 파리 프랑스어를 기반으로 하지만, 아시아의 다른 프랑스어 방언과 마찬가지로 어휘에 약간의 차이가 있다. 라오스어와의 혼합이 프랑스어에 때때로 추가되어 현지적인 느낌을 준다. 프랑스어에 편입된 일부 라오스어 단어도 라오스에서 사용된다. 라오스 프랑스어와 표준 프랑스어 사이에는 다음과 같은 몇 가지 주목할 만한 차이가 있다.
- rue라는 단어는 avenue 또는 boulevard를 사용하는 표준 프랑스어와 달리 모든 거리, 도로, 대로 및 고속도로를 지칭하는 데 사용될 수 있다.
- 음식, 식물 등 라오스 고유의 주제를 언급할 때 라오스어 단어를 프랑스어에 통합한다.

## 같이 보기
- 베트남의 프랑스어
- 캄보디아의 프랑스어
- 프랑스령 라오스